# إيوالد فون كلايست
إيوالد فون كلايست (بالألمانية: Ewald-Heinrich von Kleist)‏ (10 يوليو 1922 – 8 مارس 2013  ) كان ناشرًا ألمانيًا ومنظمًا لمؤتمر ميونيخ للسياسة الأمنية حتى عام 1998. أحد أفراد عائلة فون كليست وضابط في الفيرماخت خلال الحرب العالمية الثانية، كان والديه نشطين في المقاومة الألمانية ضد أدولف هتلر. تم تعيينه لقتل هتلر في هجوم انتحاري وكان آخر عضو على قيد الحياة في مؤامرة 20 يوليو 1944 لاغتيال هتلر.

## سيرة شخصية

### الحرب العالمية الثانية
في عام 1940، بلغ من العمر 18 عامًا انضم إلى الفيرماخت كضابط مشاة. تم تجنيد كلايست شخصيا في المقاومة من قبل كلاوس جراف شينك فون ستوفنبرغ. في يناير 1944، بمباركة والده، تطوع ليحل محل الجريح أكسيل فرايهر فون ديم بوسشي ستريثورست في محاولة اغتيال انتحارية أخرى على هتلر.

### الموت
توفي في منزله في ميونيخ في 8 مارس 2013. عن عمر يناهز 90 عاما.

## اظر أيضا
- محاولات اغتيال أدولف هتلر
- عائلة كلايست

## روابط خارجية
- إيوالد فون كلايست على موقع IMDb (الإنجليزية)
- إيوالد فون كلايست على موقع مونزينجر (الألمانية)
- البارون فون كليست هو ضيف الشرف للسفير
- مقابلة مع Ewald von Kleist باللغة الألمانية
- Ewald-Heinrich von Kleist-Schmenzin في 15 نوفمبر 2007 ، ذكرى Stauffenberg 100th
- توفي إيوالد-هاينريش فون كلايست، مؤامرة ضد هتلر ومؤسس مؤتمرات ميونيخ، في الثامن من مارس، عن عمر يناهز 90 عامًا ؛ economist.com ، 23 مارس 2013